# Bubble Act
Il Bubble Act è una storica legge inglese, approvata dal parlamento di Gran Bretagna dopo il crollo della borsa del 1720, avvenuta in seguito alle forti speculazioni sui titoli della South Sea Company.

## Storia
Emesso nel 1720, il Bubble Act subordinava la creazione delle società per azioni esclusivamente al parlamento e proibiva ad esse di esercitare qualunque attività diversa da quelle indicate nello statuto, impedendo in questo modo la formazione delle Bubbles, società azionarie minori che venivano finanziate da risparmiatori sulla base di progetti spesso truffaldini e fantasiosi. Queste società erano entrate infatti nel mercato finanziario inglese, esercitando una forte concorrenza alla South Sea Company e alle compagnie maggiori.
Nel crollo delle azioni South Sea rimasero pesantemente coinvolti migliaia di risparmiatori, tra i quali anche lo scienziato Isaac Newton, che perse la somma, astronomica per l'epoca, di 20.000 sterline. Il Bubble Act fu abolito nel 1825 dal parlamento del Regno Unito, dopo un rilevante crollo della borsa di Londra, e la costituzione di società a capitale azionario nuovamente ammessa dalla legge inglese.